# Karin Knapp
Karin Knapp (* 28. Juni 1987 in Bruneck, Südtirol) ist eine ehemalige italienische Tennisspielerin.

## Karriere
2008 stand sie bei den Proximus Diamond Games im Endspiel, sie unterlag dort Justine Henin mit 3:6 und 3:6. Nach einer längeren Verletzungspause und mehreren Rückschlägen startete sie ihre Karriere im Spätsommer des Jahres 2010 neu. Sie bestritt verschiedene ITF-Turniere, von denen sie drei gewinnen konnte; bei einem weiteren stand sie im Finale. 2011/2012 kehrte Knapp auf die WTA Tour zurück. Sie erreichte beim Turnier in Bogotá im Einzel das Viertelfinale und im Doppel zusammen mit der Vorjahressiegerin Edina Gallovits-Hall das Halbfinale.
2013 konnte sie mit dem italienischen Team mit einem 4:0-Sieg im Endspiel über Russland den Fed-Cup-Gewinn feiern. Knapp steuerte an der Seite von Flavia Pennetta einen Punkt bei. Im selben Jahr erreichte sie in Wimbledon das einzige Mal in ihrer Karriere das Achtelfinale im Einzel bei einem Grand-Slam-Turnier.
2014 gewann sie erstmals ein WTA-Turnier. In Taschkent, wo sie im gesamten Turnier ohne Satzverlust blieb, besiegte sie im Endspiel Bojana Jovanovski in zwei Sätzen. 2015 folgte der zweite Turniersieg auf der WTA Tour. Beim Nürnberger Versicherungscup 2015 bezwang sie im Finale ihre Landsfrau Roberta Vinci, die spätere US-Open-Finalistin, in drei Sätzen. Knapp erreichte am 24. August 2015 mit Rang 33 ihre beste Platzierung in der Weltrangliste. Bei den Olympischen Spielen 2016 in Rio de Janeiro trat sie im Einzel an, wo sie in der ersten Runde gegen Lucie Šafářová ausschied.
Knapp wurde verletzungsbedingt ab Mitte Januar 2018 nicht mehr in den Weltranglisten geführt und beendete im Mai 2018 aufgrund einer anhaltenden Knieverletzung ihre Karriere.

## Turniersiege

### Einzel
| Nr. | Datum              | Turnier           | Kategorie         | Belag     | Finalgegnerin           | Ergebnis       |
| --- | ------------------ | ----------------- | ----------------- | --------- | ----------------------- | -------------- |
| 1.  | 30. Juli 2006      | Monteroni d’Arbia | ITF $25.000       | Sand      | Edina Gallovits         | 6:2, 6:1       |
| 2.  | 23. Oktober 2010   | Sevilla           | ITF $10.000       | Sand      | Andrea Gámiz            | 6:0, 6.1       |
| 3.  | 12. Juni 2011      | Campobasso        | ITF $25.000       | Sand      | Alizé Lim               | 6:2, 6:4       |
| 4.  | 25. Juni 2011      | Rom               | ITF $25.000       | Sand      | Laura Thorpe            | 6:3, 6:0       |
| 5.  | 8. September 2012  | Mestre            | ITF $50.000       | Sand      | Estrella Cabeza-Candela | 6:1, 3:6, 6:1  |
| 6.  | 13. September 2014 | Taschkent         | WTA International | Hartplatz | Bojana Jovanovski       | 6:2, 7:64      |
| 7.  | 23. Mai 2015       | Nürnberg          | WTA International | Sand      | Roberta Vinci           | 7:65, 4:6, 6:1 |
| 8.  | 5. Juni 2016       | Brescia           | ITF $50.000       | Sand      | Jesika Malečková        | 6:1, 6:2       |

### Doppel
| Nr. | Datum              | Turnier   | Kategorie      | Belag     | Partnerin       | Finalgegnerinnen                     | Ergebnis           |
| --- | ------------------ | --------- | -------------- | --------- | --------------- | ------------------------------------ | ------------------ |
| 1.  | 2. Oktober 2004    | Benevento | ITF $10.000    | Hartplatz | Giulia Gabba    | Martina Babáková Sandra Záhlavová    | 6:2, 0:1 Aufgabe   |
| 2.  | 8. Juli 2006       | Cuneo     | ITF $50.000+H  | Sand      | Sara Errani     | Giulia Gatto-Monticone Darja Kustawa | 6:3, 7:65          |
| 3.  | 18. September 2010 | Mestre    | ITF $50.000    | Sand      | Claudia Giovine | Eva Birnerová Andreja Klepač         | 6:76, 7:5, [13:11] |
| 4.  | 5. Februar 2011    | Rabat     | ITF $25.000    | Sand      | Eva Hrdinová    | Iveta Gerlová Lucie Kriegsmannová    | 6:4, 6:1           |
| 5.  | 16. April 2011     | Pomezia   | ITF $10.000    | Sand      | Diana Enache    | Conny Perrin Marina Shamayko         | 7:63, 6:2          |
| 6.  | 11. Februar 2012   | Cali      | ITF $100.000+H | Sand      | Mandy Minella   | Alexandra Cadanțu Raluca Olaru       | 6:4, 6:3           |

## Abschneiden bei Grand-Slam-Turnieren

### Einzel
| Turnier         | 2006 | 2007 | 2008 | 2009 | 2010 | 2011 | 2012 | 2013 | 2014 | 2015 | 2016 | 2017 | Karriere |
| --------------- | ---- | ---- | ---- | ---- | ---- | ---- | ---- | ---- | ---- | ---- | ---- | ---- | -------- |
| Australian Open | —    | Q1   | 1    | 2    | —    | —    | Q2   | 1    | 2    | 1    | —    | 1    | 2        |
| French Open     | —    | 3    | 3    | —    | —    | —    | Q1   | 1    | 1    | 1    | 3    | —    | 3        |
| Wimbledon       | —    | 1    | —    | Q2   | —    | —    | 1    | AF   | 1    | 1    | 1    | —    | AF       |
| US Open         | Q3   | 2    | 1    | —    | —    | 1    | Q1   | 3    | 1    | 2    | 1    | —    | 3        |

Zeichenerklärung: S = Turniersieg; F, HF, VF, AF = Einzug ins Finale / Halbfinale / Viertelfinale / Achtelfinale; 1, 2, 3 = Ausscheiden in der 1. / 2. / 3. Hauptrunde; Q1, Q2, Q3 = Ausscheiden in der 1. / 2. / 3. Runde der Qualifikation; n. a. = nicht ausgetragen

### Doppel
| Turnier         | 2007 | 2008 | 2009 | 2010 | 2011 | 2012 | 2013 | 2014 | 2015 | 2016 | 2017 | Karriere |
| --------------- | ---- | ---- | ---- | ---- | ---- | ---- | ---- | ---- | ---- | ---- | ---- | -------- |
| Australian Open | —    | 1    | 1    | —    | —    | —    | —    | 2    | 2    | —    | 2    | 2        |
| French Open     | 1    | —    | —    | —    | —    | —    | —    | AF   | AF   | 1    | —    | AF       |
| Wimbledon       | —    | —    | —    | —    | —    | —    | —    | 1    | AF   | —    | —    | AF       |
| US Open         | 1    | 1    | —    | —    | —    | —    | 1    | 1    | AF   | —    | —    | AF       |